# Raichur (Distrikt)
Der Distrikt Raichur (Kannada: ರಾಯಚೂರು ಜಿಲ್ಲೆ) ist ein Distrikt des indischen Bundesstaates Karnataka. Verwaltungssitz ist die namensgebende Stadt Raichur.

## Geografie

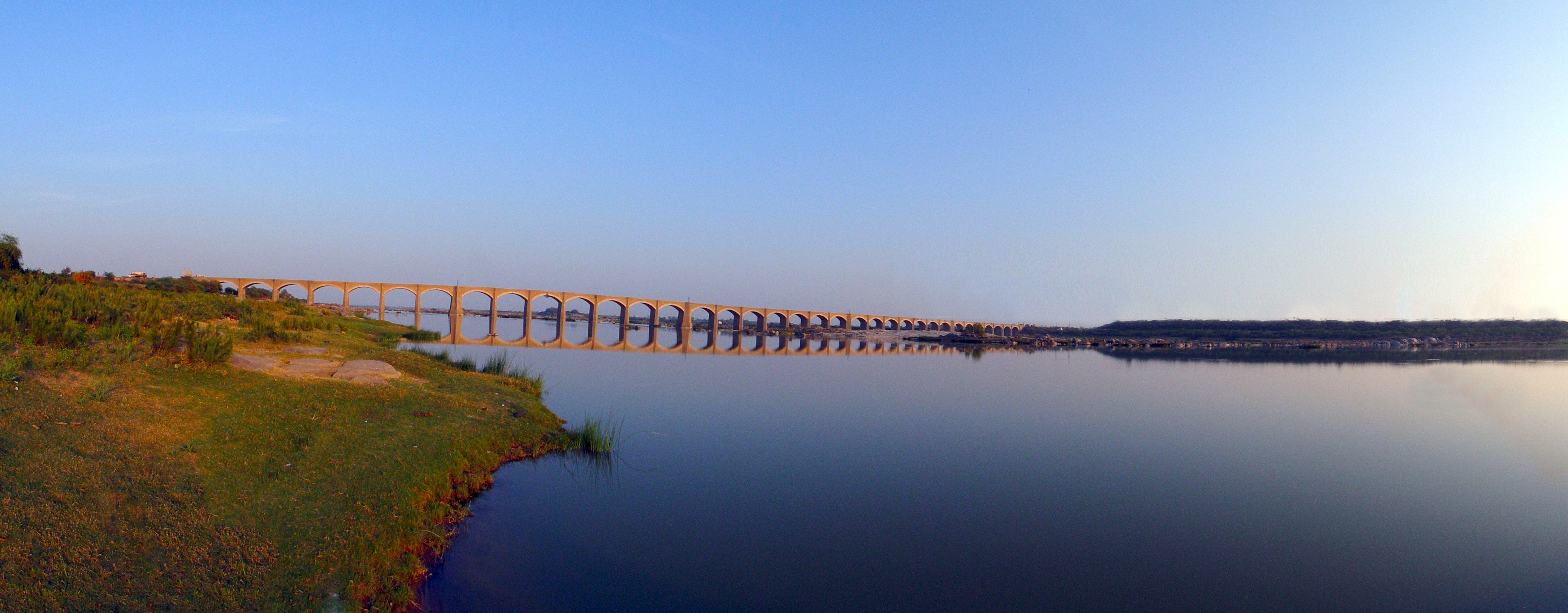
Brücke über den Krishna-Fluss bei Shaktinagar

Der Distrikt Raichur liegt im Nordosten Karnatakas an der Grenze zu den Nachbarbundesstaaten Telangana und Andhra Pradesh. Nachbardistrikte sind Ballari im Süden, Koppal im Südwesten, Bagalkot im Westen, Vijayapura im Nordwesten, Yadgir im Norden (alle Karnataka) sowie Narayanpet sowie Jogulamba Gadwal (beide Telangana) im Nordosten und Kurnool (Andhra Pradesh) im Südosten.
Die Fläche des Distrikts Raichur beträgt 8.442 Quadratkilometer. Das Distriktgebiet gehört zum Hochland von Dekkan und liegt auf einer Höhe von 400 bis 500 Metern über dem Meeresspiegel. Die Grenzen des Distrikts bilden im Norden der Krishna, einer der größten Ströme Südindiens, und im Süden sein wichtigster Zufluss Tungabhadra. Das Schwemmland zwischen den beiden Flüssen wird als Doab von Raichur bezeichnet.
Der Distrikt Raichur ist in die sieben Taluks Lingsugur, Devadurga, Raichur, Manvi, Maski, Siravara und Sindhnur unterteilt.

## Geschichte
Der Distrikt Raichur war während der britischen Kolonialzeit einer der Distrikte von Hyderabad, einem nominell unabhängigen Fürstenstaat unter britischer Oberhoheit. 1855 wurde das Gebiet des Distrikts Raichur an die Britische Ostindien-Kompanie abgetreten, 1858 aber wieder an den Nizam von Hyderabad zurückgegeben. Nach der indischen Unabhängigkeit 1947 wurde Hyderabad in Indien eingegliedert. 1956 wurden die indischen Bundesstaaten durch den States Reorganisation Act nach den Sprachgrenzen neu gegliedert. Der Distrikt Raichur kam dabei zusammen mit dem Südwesten Hyderabads zum kannadasprachigen Bundesstaat Mysore (1973 umbenannt in Karnataka). Die östliche Taluks Alampur und Gadwal wurden wwegen ihrer überwiegend Telugu sprechenden Bevölkerung abgetrennt und dem Distrikt Mahbubnagar des Bundesstaates Andhra Pradesh zugeschlagen. 1998 verkleinerte sich der Distrikt Raichur weiter, als aus seinen westlichen Teilen der Distrikt Koppal gebildet wurde.

## Bevölkerung
Bei der indischen Volkszählung 2011 hatte der Distrikt Raichur 1.928.812 Einwohner. Zwischen 2001 und 2011 wuchs die Einwohnerzahl um 15,5 Prozent und damit etwa gleich stark wie im Mittel Karnatakas (15,7 Prozent). Die Bevölkerungsdichte des lag mit 228 Einwohnern pro Quadratkilometer unter dem Durchschnitt des Bundesstaates (319 Einwohner pro Quadratkilometer). 25,4 Prozent der Einwohner des Distrikts lebten in Städten. Der Anteil der Stadtbevölkerung war damit niedriger als der Mittelwert des Bundesstaates (38,6 Prozent). Die Alphabetisierungsquote war deutlich unterdurchschnittlich: Nur 59,6 Prozent der Einwohner des Distrikts Raichur konnten lesen und schreiben, während es im Durchschnitt Karnatakas 76,1 Prozent waren. Damit lag der Distrikt auf dem vorletzten Platz unter den damals 30 Distrikten von Karnataka.
Unter den Einwohnern des Distrikts Raichur stellten nach der Volkszählung 2011 Hindus mit 84,7 Prozent die Mehrheit. Daneben gab es eine muslimische Minderheit von 14,1 Prozent. Neben Kannada, der Hauptsprache Karnatakas, sind im Distrikt Raichur auch Urdu, das wie in den meisten Teilen Karnatakas von den Muslimen gesprochen wird, und Telugu, die Sprache des Nachbarbundesstaates Andhra Pradesh, verbreitet. Das Urdu besitzt im Taluk Raichur des Distrikts Raichur aufgrund des hohen Bevölkerungsanteils seiner Sprecher den Status einer beigeordneten Amtssprache.

## Städte
| Stadt            | Einwohner (2001) |
| ---------------- | ---------------- |
| Devadurga        | 21.992           |
| Hatti            | 12.419           |
| Hatti Gold Mines | 14.716           |
| Lingsugur        | 27.301           |
| Manvi            | 37.555           |
| Mudgal           | 19.117           |
| Raichur          | 205.634          |
| Shaktinagar      | 18.983           |
| Sindhnur         | 61.292           |